# Ga Khu liên hợp thể thao Munhak
Ga Khu liên hợp thể thao Munhak là ga tàu điện ngầm trên Tuyến 1 của Tàu điện ngầm Incheon.

## Bố trí ga
| Bến xe buýt Incheon ↑ |
| \| N/B                |
| ↓ Seonhak             |

| Hướng Bắc | ● Incheon tuyến 1 | ← Hướng đi Gyeyang                             |
| Hướng Nam | ● Incheon tuyến 1 | → Hướng đi Công viên lễ hội ánh trăng Songdo → |

## Vùng lân cận
- Lối thoát 1: Seonhak-dong
- Lối thoát 2: Khu liên hợp thể thao Munhak, bảo tàng trẻ em, thông tin trường phổ thông Munhak